# Alexander Tower
Alexander Tower es un rascacielos de 150 metros de altura en construcción en Berlín, Alemania. Las obras de construcción comenzaron en 2019 y se espera que esté completado en 2023. Una vez finalizado será el edificio más alto de Berlín, superando al Park Inn en 25 metros.